# 纳税人
纳税人（英語：Taxpayer），指的是一類需要納稅的個人或組織（例如公司）。現代納稅人可能有一個識別號，一個由政府發給公民或公司的參考號。
“納稅人”一詞通常表示在一國之內，所有具有義務的人類。納稅人是有義務向市政或政府稅務機構付款的個人或實體。稅收可以以對不動產（如房屋和車輛）所有者徵收的所得稅或財產稅的形式存在，以及許多其他形式。人們在購買商品和服務時可能會納稅。“納稅人”還可以指一個國家的全部勞動力，他們通過稅收為政府系統和項目買單。納稅人的錢將成為公共資金的一部分，包括政府為滿足個人或集體需求或產生未來利益而花費或投資的所有資金。出於稅收目的，企業實體也是納稅人，其收入和支出均需納稅。

## 定義
- 即有义务交纳税收的人，分为法人和自然人。不同的税种有不同的纳税人；纳税人与课税对象、计税依据和纳税环节有密切的关系。
- 纳税人与税收实际负担人是两个不同的概念，因税种和经济条件的不同，纳税人有时是实际负担人，如个人所得税，有时不是实际负担如增值税。

## 繳交的稅種

### 所得稅
政府對個人和企業收入以及利息收入徵收所得稅。除所得稅外，政府還可以強制雇主在每個發薪期從工人的工資中扣除工資稅，然後匹配扣除的金額。資本利得稅是為出售資產所得利潤繳納的稅款，通常適用於股票和債券交易。在所有者去世後，對財產的轉讓徵收遺產稅。

### 財產稅
財產稅，有時也稱為從價稅，是對房地產或其他個人財產的價值徵收的。財產稅通常由地方政府徵收並定期徵收。房地產稅通常會根據司法管轄區根據其狀況、位置和市場價值對財產價值的評估或分配給不同稅收接收者的金額的變化而波動。

### 商品和服務稅
銷售稅最常被用作州和地方政府增加收入的一種方法。在零售層面進行的採購按特定商品銷售價格的百分比進行評估。費率因司法管轄區和購買的物品類型而異。消費稅基於物品的數量而不是其價值。使用費是針對各種服務徵收的稅款，包括機票、租車、收費公路、公用事業、酒店房間、執照、金融交易等。對香菸和酒精等物品徵收所謂的罪惡稅。對某些物品徵收奢侈品稅，例如昂貴的汽車或珠寶。

### 納稅人類型
納稅人可分為兩大類——個人和公司。公司是出於稅收目的獨立於所有者的法人實體。這些主要類別可以進一步分為不同的子類別。
個人納稅人可以分為公民或外國人，外國人是指居住在一國境內但不是該國國民的人。公民可以進一步分為居民公民或非居民公民。
公司可分為國內公司、外國公司和合夥公司。外國公司可以是外國居民公司，也可以是非居民外國公司。居民外國公司是在該國從事貿易或業務的外國公司。非居民外國公司是指不在該國境內從事貿易或業務但從該國境內獲得收入的外國公司。合夥企業是一種業務結構，其中公司的所有權和管理責任由兩個或多個人分配。合夥企業不是獨立於所有者的法律實體，因此合夥企業本身不納稅。
分類取決於給定的國家，可能會有所不同。

### 納稅人的錢
納稅人的錢有助於支付聯邦預算中的項目。收入（通過稅收收取的錢）和支出之間的差距被稱為預算赤字。聯邦政府為彌補預算赤字而藉入的資金創造了國債。政府出於各種原因花錢：減少不平等（“安全網”計劃），提供公共產品（消防、警察、國防），提供重要的公共服務，如教育和衛生（績效產品）、債務利息支付、交通和軍費開支。“安全網”計劃是為老年人、失業者、殘疾人和窮人提供額外經濟支持的舉措。示例包括收入所得稅抵免、兒童稅收抵免、失業保險、食品券、補貼校餐、低收入住房援助、能源援助等。聯邦政府以四種主要方式花錢：直接付款、贈款、合同和保險。

### 避稅和逃稅
納稅人可能因不繳納強制性稅款而違反法律。這種犯罪稱為逃稅。逃稅是一種非法行為，個人、組織或公司故意避免支付其真正的納稅義務。那些被發現逃稅的人通常會受到刑事指控和巨額處罰。如果納稅人故意不報告收入或少報收入（聲稱的收入少於您從特定來源實際收到的收入）、向 IRS 提供有關業務收入或支出的虛假信息、故意少繳所欠稅款或大幅少報稅款，則視為逃稅稅收（通過在申報表中說明低於報告收入所欠金額的稅額）。逃稅不同於避稅，這是利用法律手段改變個人的財務狀況，以降低所欠所得稅的數額。

## 例子
- 增值税课税对象（纳税人）分为一般纳税人和小规模纳税人

## 另見
- 納稅人的錢
- 納稅人權利法案，旨在限制政府增長的概念
- 納稅人地位，挑戰稅收立法的法律要求
- 英國納稅人聯盟
- 常識納稅人，美國壓力集團
- 納稅人（建築物），產生足夠利潤以支付業主財產稅的小型商業建築物
- 預扣所得稅

## 外部鏈接
- （页面存档备份，存于） 金融字典“稅務”